# Dekabromdifenyl ether
Dekabromdifenyl ether (decaBDE, deca-BDE, dekaBDE, deka-BDE, DBDE, 10-BDE) je bromovaná aromatická sloučenina ze skupiny polybromovaných difenyletherů (PBDE), které se užívají zejména jako bromované zpomalovače hoření.

## Použití
Deka-BDE se používaly ve spojení s oxidem antimonitým jako zpomalovač hoření v plastových dílech při výrobě automobilů a elektrických spotřebičů.

## Vlastnosti a výskyt v životním prostředí
Bromované zpomalovače včetně deka-BDE byly prokázány v mnoha ekosystémech, v sedimentech, ve tkáních sladkovodních i mořských ryb, ale i v lidských tkáních. Strukturou i některými vlastnostmi připomínají polychlorované bifenyly (PCB). Akutní toxicita je nízká.